# Сезон ФК «Динамо» (Київ) 1938
Сезон «Динамо» (Київ) 1938 — четвертий сезон в історії футбольного клубу «Динамо» (Київ). Команда посіла 4-те місце серед 26 колективів чемпіонату СРСР групи «А», який пройшов в одне коло з 10 травня по 14 листопада 1938 року. В кубку СРСР команда дійшла до 1/16 фіналу, а в Кубку УРСР вдруге поспіль здобула перемогу.

## Підготовка до сезону
Перед початком сезону команду покинули захисник Георгій Тимофєєв та півзахисник Федір Тютчев, які перейшли в київський «Локомотив». Замість них до команди прийшли Павло Корнілов з дніпропетровського «Динамо», Володимир Єгоров та Анатолій Савицький з ЦБЧА, та Борис Афанасьєв з «Динамо» (Большово).
Також зміна відбулася і на тренерському містку — замість Михайла Товаровського головним тренером команди став харків'янин Володимир Фомін, брат Костянтина Фоміна, що провів три матчі за «Динамо» у весняному чемпіонаті 1936 року.

## Головні події сезону
Не відміну від попередніх сезонів, у 1938 році вперше в чемпіонаті країни взяло участь велика кількість клубів — 26, які зіграли між собою в одне коло. «Динамівці» стали першою командою за результативністю, забивши 76 м'ячів, що стало рекордною кількістю забитих м’ячів команди за всі розіграші чемпіонат СРСР. Крім того, Макар Гончаренко з 20 м'ячами став найкращим бомбардиром чемпіонату.
Крім того, 26 серпня, відразу після матчу 16 туру проти ленінградського «Електрика», було заарештовано одного з лідерів команди Костянтина Щегоцького. 
В підсумку, здобувши 16 перемог, кияни в чемпіонаті пропустили вперед лише три московські команди — «Спартак», ЦБЧА (Москва) та «Металург» (Москва), зайнявши четверте місце.
Проте, в Кубку СРСР «Динамо» виступило вкрай невдало, вилетівши з боротьби вже на стадії 1/16 фіналу, де програли ленінградському «Сталінцю» 0:1. 
Реваншем такого раннього вильоту стала друга поспіль перемогу у Кубку УРСР, де кияни у фіналі здолали київський «Локомотив» з рахунком 3:1.
У списку «33 найкращих гравців СРСР»: динамівці Микола Трусевич, Іван Кузьменко, Йосип Ліфшиць і Віктор Шиловський (№2), та Володимир Гребер, Павло Комаров і Петро Лайко (№3).

## Склад
| №  | Гравець             | Амплуа      | Дата народження   | І (ч) | Г (ч) | І (к) | Г (к) |
| -- | ------------------- | ----------- | ----------------- | ----- | ----- | ----- | ----- |
| 1  | Микола Трусевич     | Воротар     | 5 лютого 1909     | 13    | ‑17   | 1     | ‑1    |
| 1  | Антон Ідзковський   | Воротар     | 29 грудня 1907    | 14    | ‑18   | 1     | ‑0    |
| 2  | Олексій Клименко    | Захисник    | 1912              | 21    | 0     | 2     | 0     |
| 3  | Микола Махиня       | Захисник    | 30 листопада 1912 | 23    | 0     | 2     | 0     |
|    | Анатолій Савицький  | Захисник    | 1917              | 3     | 0     | 0     | 0     |
|    | Василь Правовєров   | Захисник    | 25 грудня 1904    | 3     | 0     | 1     | 0     |
| 4  | Володимир Гребер    | Півзахисник | 8 листопада 1911  | 22    | 2     | 1     | 0     |
| 5  | Іван Кузьменко      | Півзахисник | 15 вересня 1912   | 24    | 5     | 2     | 0     |
| 6  | Йосип Ліфшиць       | Півзахисник | 8 березня 1914    | 23    | 2     | 0     | 0     |
|    | Борис Афанасьєв     | Півзахисник | 8 жовтня 1913     | 9     | 0     | 1     | 0     |
|    | Микола Коротких     | Нападник    | 1909              | 3     | 1     | 0     | 0     |
| 7  | Макар Гончаренко    | Нападник    | 11 квітня 1912    | 24    | 20    | 2     | 0     |
| 8  | Віктор Шиловський   | Нападник    | 25 липня 1911     | 22    | 7     | 2     | 1     |
| 9  | Костянтин Щегоцький | Нападник    | 13 квітня 1911    | 7     | 1     | 2     | 1     |
| 9  | Петро Лайко         | Нападник    | 27 вересня 1910   | 22    | 14    | 0     | 0     |
| 10 | Павло Комаров       | Нападник    | 16 березня 1913   | 19    | 13    | 2     | 0     |
| 11 | Костянтин Калач     | Нападник    | 1914              | 16    | 3     | 0     | 0     |
|    | Володимир Єгоров    | Нападник    | 25 вересня 1911   | 2     | 1     | 0     | 0     |
|    | Павло Корнілов      | Нападник    | 11 липня 1912     | 11    | 7     | 2     | 0     |

## Чемпіонат СРСР

### Матчі
| Дата       | Тур | Команда 1      | Рахунок   | Команда 2     |
| ---------- | --- | -------------- | --------- | ------------- |
| 12.05.1938 | 1   | «Сільмаш»      | 0:4 (0:3) | «Динамо» К    |
| 18.05.1938 | 2   | «Динамо» К     | 7:0 (4:0) | «Спартак» Л   |
| 24.05.1938 | 3   | «Динамо» К     | 4:2 (2:1) | «Харчовик»    |
| 29.05.1938 | 4   | «Спартак» М    | 1:1 (1:1) | «Динамо» К    |
| 03.06.1938 | 5   | «Торпедо» М    | 5:1 (3:0) | «Динамо» К    |
| 09.06.1938 | 6   | «Сталінець» Л  | 2:7 (1:5) | «Динамо» К    |
| 12.06.1938 | 7   | «Зеніт»        | 1:2 (0:0) | «Динамо» К    |
| 22.06.1938 | 8   | «Динамо» К     | 0:1 (0:0) | «Динамо» Л    |
| 25.06.1938 | 10  | «Динамо» К     | 3:0 (2:0) | «Динамо» Р    |
| 30.06.1938 | 9   | «Динамо» К     | 4:1 (2:1) | «Крила Рад»   |
| 10.07.1938 | 11  | «Динамо» Од    | 1:1 (1:1) | «Динамо» К    |
| 18.07.1938 | 12  | «Динамо» К     | 2:0 (1:0) | «Стахановець» |
| 20.07.1938 | 13  | «Металург» М   | 3:2 (2:1) | «Динамо» К    |
| 21.07.1938 | 14  | «Динамо» К     | 3:3 (2:1) | «Трактор»     |
| 24.07.1938 | 15  | «Динамо» К     | 6:0 (0:0) | «Темп»        |
| 17.08.1938 | 17  | «Локомотив» М  | 2:2 (2:1) | «Динамо» К    |
| 26.08.1938 | 24  | «Динамо» К     | 4:1 (2:0) | «Електрик»    |
| 01.09.1938 | 19  | «Буревісник»   | 0:6 (0:4) | «Динамо» К    |
| 04.09.1938 | 21  | «Сталінець» М  | 3:2 (3:0) | «Динамо» К    |
| 14.09.1938 | 25  | «Локомотив» Тб | 3:4 (0:3) | «Динамо» К    |
| 18.09.1938 | 18  | «Динамо» Тб    | 2:2 (1:2) | «Динамо» К    |
| 30.09.1938 | 22  | «Динамо» К     | 1:1 (1:1) | «Локомотив» К |
| 18.10.1938 | 23  | «Динамо» К     | 3:0 (1:0) | «Спартак» Х   |
| 24.10.1938 | 16  | «Динамо» М     | 2:3 (1:0) | «Динамо» К    |
| 30.10.1938 | 20  | «Динамо» К     | 2:1 (2:0) | ЦБЧА          |

### Турнірна таблиця
| М  | Команда                   | І  | В  | Н  | П  | М     | О  |
| -- | ------------------------- | -- | -- | -- | -- | ----- | -- |
|    | «Спартак» (Москва)        | 25 | 18 | 3  | 4  | 74-19 | 39 |
|    | ЦБЧА (Москва)             | 25 | 17 | 3  | 5  | 52-24 | 37 |
|    | «Металург» (Москва)       | 25 | 16 | 5  | 4  | 57-29 | 37 |
| 4  | «Динамо» (Київ)           | 25 | 15 | 6  | 4  | 76-35 | 36 |
| 5  | «Динамо» (Москва)         | 25 | 14 | 4  | 7  | 69-34 | 32 |
| 6  | «Динамо» (Тбілісі)        | 25 | 11 | 9  | 5  | 54-39 | 31 |
| 7  | «Динамо» (Ленінград)      | 25 | 12 | 6  | 7  | 52-32 | 30 |
| 8  | «Локомотив» (Москва)      | 25 | 12 | 6  | 7  | 44-37 | 30 |
| 9  | «Торпедо» (Москва)        | 25 | 9  | 11 | 5  | 51-38 | 29 |
| 10 | «Динамо» (Одеса)          | 25 | 9  | 11 | 5  | 39-35 | 29 |
| 11 | «Стахановець» (Сталіно)   | 25 | 11 | 7  | 7  | 56-51 | 29 |
| 12 | «Трактор» (Сталінград)    | 25 | 12 | 3  | 10 | 53-48 | 27 |
| 13 | «Електрик» (Ленінград)    | 25 | 8  | 8  | 9  | 42-44 | 24 |
| 14 | «Сталінець» (Ленінград)   | 25 | 7  | 10 | 8  | 38-57 | 24 |
| 15 | «Сільмаш» (Харків)        | 25 | 8  | 6  | 11 | 34-45 | 22 |
| 16 | «Сталінець» (Москва)      | 25 | 8  | 5  | 12 | 36-44 | 21 |
| 17 | «Локомотив» (Київ)        | 25 | 8  | 5  | 12 | 43-64 | 21 |
| 18 | «Динамо» (Ростов-на-Дону) | 25 | 7  | 6  | 12 | 39-43 | 20 |
| 19 | «Темп» (Баку)             | 25 | 6  | 8  | 11 | 33-40 | 20 |
| 20 | «Спартак» (Ленінград)     | 25 | 6  | 8  | 11 | 30-39 | 20 |
| 21 | «Спартак» (Харків)        | 25 | 5  | 7  | 13 | 43-63 | 17 |
| 22 | «Зеніт» (Ленінград)       | 25 | 7  | 3  | 15 | 35-57 | 17 |
| 23 | «Харчовик» (Москва)       | 25 | 5  | 6  | 14 | 25-53 | 16 |
| 24 | «Локомотив» (Тбілісі)     | 25 | 5  | 5  | 15 | 44-62 | 15 |
| 25 | «Крила Рад» (Москва)      | 25 | 4  | 7  | 14 | 28-56 | 15 |
| 26 | «Буревісник» (Москва)     | 25 | 4  | 4  | 17 | 28-87 | 12 |

- Система нарахування очок: 2 за перемогу, 1 за нічию і 0 за поразку.

## Кубок СРСР

### Матчі
| Дата       | Раунд | Команда 1  | Рахунок | Команда 2               |
| ---------- | ----- | ---------- | ------- | ----------------------- |
| 01.08.1938 | 1/32  | «Динамо» К | 2:0     | «Локомотив» (Москва)    |
| 06.08.1938 | 1/16  | «Динамо» К | 0:1     | «Сталінець» (Ленінград) |

## Кубок УРСР

### Матчі
| Дата       | Раунд | Команда 1  | Рахунок | Команда 2               |
| ---------- | ----- | ---------- | ------- | ----------------------- |
| 17.04.1938 | 1/8   | «Динамо» К | 4:1     | «Здоров'я» (Харків)     |
| 06.05.1938 | 1/4   | «Динамо» К | 3:2     | «Стахановець» (Сталіно) |
| 12.05.1938 | 1/2   | «Динамо» К | 4:0     | «Динамо» (Одеса)        |
| 18.05.1938 | Фінал | «Динамо» К | 4:2     | «Локомотив» (Київ)      |